# Francisco Franco
Francisco Franco Bahamonde, mer känd som general Franco eller bara Francisco Franco (spanska: [fɾanˈθisko ˈfɾaŋko]), född 4 december 1892 i Ferrol, Galicien, Spanien, död 20 november 1975 i Madrid, Spanien, var en spansk officer och politiker på yttersta högerkanten som stöddes av konservativa, falangister och rojalister. Han var generalmajor från 1926 och Spaniens statschef och diktator med titeln "El Caudillo" (ledaren) 1939–1975.
Under det spanska inbördeskriget och de inledande åren av Francos regim förföljdes och dödades ett stort antal politiska motståndare, däribland kommunister, socialister, protestanter, intellektuella, frimurare samt katalanska och baskiska separatister.  Det råder oenighet om hur många som föll offer för Francos förföljelser, och uppskattningarna av hur många som dödades varierar mellan 250 000–400 000. Franco lät också uppföra ett antal koncentrationsläger där tiotusentals människor förmodas ha dött. Våren 1940 gjordes bedömningen att över 250 000 politiska motståndare var fängslade. Så sent som 1957, nära två decennier efter Francos maktövertagande, inhyste de spanska fängelserna över 6 000 politiska motståndare. Även homosexualitet kriminaliserades, och under Francos regim förföljdes och fängslades homosexuella personer som ett led i så kallade säkerhets- och korrigeringsåtgärder.

## Fascism, falangism och förtryck
Under Francos tid vid makten var Falangistpartiet, Falange Española Tradicionalista y de las Juntas de Ofensiva Nacional Sindicalista, det enda tillåtna partiet. Den ideologi som Franco och Falangistpartiet genomdrev brukar betraktas som fascistisk. 1946 antog FN en resolution som slog fast att regimen var fascistisk sett till dess ursprung, natur och struktur. Franco införde även fascisthälsningen, annars känd som den romerska hälsningen, som officiell civil salut. När "Marcha Real" 1942 återinfördes som nationalsång infördes en referens till fascisthälsningen; "alzad la frente" (höj pannorna) ändrades till "alzad los brazos" (höj armarna). Historiker har emellertid påpekat att Franco kom att styra landet i en riktning som inte kan anses som strikt fascistisk, när det italienska fascistpartiets ideal används som utgångspunkt vid jämförelsen. Redan efter maktövertagandet 1939 och särskilt efter andra världskrigets slut utövade Franco påtryckningar mot Falangistpartiet i syfte att tona ner de mest radikala fascistiska idéerna till förmån för Francos egna ideal.
Francos styre har bland annat betecknats som totalitärt, auktoritärt, nationalistiskt, militärt, antikommunistiskt och antiliberalistiskt. Ett särskiljande drag för de ideal som regimen implementerade, jämfört med den italienska fascismen, var katolicismens centrala ställning. Bland annat var bilden av idealmannen byggd kring traditionella katolska ideal. Francos starkt antikommunistiska hållning var sannolikt en bidragande orsak till att Spanien efter andra världskriget delvis kunde närma sig de demokratiskt styrda länderna i Europa, i en tid när rädslan för kommunismen och Sovjetunionen intensifierades, och 1953 ingick Spanien ett tioårigt samarbetsavtal med USA genom den så kallade Madridpakten. I samband med att Franco verkade för att förbättra de internationella relationerna med västvärlden tog han alltmer avstånd från Falangistpartiet, som förlorade en stor del av sitt inflytande under 1950-talets andra hälft. Partiets försvagade ställning berodde även på en intern splittring i frågan om huruvida Spanien skulle vara en monarki. 1957 avsatte Franco de kvarvarande falangistiska ministrarna.
Francos regim förbjöd användningen av baskiska och katalanska utanför hemmet och under Franco blev det även förbjudet att ge nyfödda personer baskiska och katalanska namn. Vidare gjordes katolicismen till den enda statssanktionerade religionen. Franco förbjöd även alla fackförbund utom det statliga Organización Sindical Española, vars övergripande funktion var att kontrollera arbetsrelationerna för de spanska arbetarna.

## Biografi

### Barndom och ungdomsår
Francisco Franco föddes i staden Ferrol i Galicien, Spanien. Hans far Nicolás Franco Salgado-Araujo var officer vid den spanska flottan. Modern Maria del Pilar Bahamonde y Pardo de Andrade Franco kom från den övre medelklassen och var en hängiven katolik med konservativa värderingar. Franco stod nära sin mor medan förhållandet var sämre till fadern, som har beskrivits som excentrisk, slösaktig, utsvävande, bitter, kritisk och auktoritär.
Franco var kortvuxen, och i skolan fick han smeknamnet "Cerillito" (lilla tändstickan). Han var fysiskt aktiv under uppväxten och hans fritidsintressen inbegrep simning, jakt och fotboll. Fram till tolv års ålder gick han i en privatskola som drevs av en katolsk präst och därefter fortsatte hans utbildning vid en skola vars syfte var att utbilda blivande marinofficerare. Marinakademin drabbades emellertid av budgetnedskärningar som ledde till minskade antagningar, och Franco kunde därför inte fullfölja familjetraditionen att bli marinofficer. I stället skrev han vid 14 års ålder in sig på Alcazarakademin i Toledo för att bli infanteriofficer. Efter tre års utbildning, kantade av mobbing, kunde han ta examen med medelmåttiga betyg.

### Militär och politisk karriär
1912 blev den 19-årige officeren Franco placerad i Nordafrika, där Spanien bedrev ett kolonialkrig i spanska Marocko. Han utmärkte sig tidigt och det efterföljande året blev han befordrad till förste löjtnant i ett av kavalleriets elitregementen. Som löjtnant lade han ner mycket omsorg vid planeringen av truppförbandets insatser och han var även engagerad i förbandets välmående, och 1915 utsågs han till spanska arméns yngsta kapten, endast 22 år gammal. Efter några år som kapten fortsatte karriären spikrakt uppåt. 1920 utsågs han till sekundchef för den nybildade spanska främlingslegionen och 1923 blev han dess befälhavare. Samma år gifte han sig med Carmen Polo som han fick sitt enda barn med 1926, dottern María del Carmen. Han fortsatte att utmärka sig i striderna i Marocko, där motståndssidan leddes av den berbiske upprorsledaren Abd el-Krim, och blev 1926 brigadgeneral och därmed också Europas yngsta general.
Som brigadgeneral var Franco chef för krigsskolan i Zaragoza från 1928. Med kung Alfons XIII:s stöd hade Spanien styrts som militärdiktatur mellan 1923 och 1931, men efter att republikanerna fått politiskt inflytande genomfördes reformer som minskade både militärens och katolska kyrkans makt. Franco var mycket kritisk mot reformerna och han sattes därför i disponibilitet. Krigsskolan stängdes och Franco utsågs i stället till militärbefälhavare på Balearerna, vilket i praktiken betydde en politisk förvisning. 1933 fick de konservativa makten och Franco återinsattes i aktiv tjänst. 1934 ledde Franco de trupper som slog ned ett gruvarbetaruppror i Asturien. Han blev generalstabschef 1935, men efter folkfrontens valseger i februari 1936 utsågs han till militärguvernör för Kanarieöarna, eftersom regeringen fruktade hans fientlighet mot republiken. Härifrån förberedde han den militärrevolt som 18 juli samma år resulterade i Spanska inbördeskriget.
Vid den nationalistiska resningen i Spanien i juli 1936 flög Franco till Marocko på begäran av de reaktionära grupper, som inlett ett militäruppror mot den sittande republikanska regeringen i Madrid, för att överta befälet över de upproriska styrkorna. Trupperna i Marocko anslöt sig omedelbart till honom och överfördes snabbt till södra Spanien. I september 1936 blev han generalissimus, det vill säga högste befälhavare, och erkändes som ledare för hela upprorsrörelsen varefter han organiserade en ny statsregim med säte i Burgos. Francos regering erkändes redan i november samma år av Tyskland och Italien, som redan från början understött Franco dels med frivilliga, dels med krigsmateriel.

### Spanien under Franco
Efter att vänsterregimen tagit makten efter seger i valet 1936 började traditionellt konservativa och nationalister känna sig allt mer hotade av tanken på en kommunistisk diktatur. Detta utlöste ett militärt uppror, som delade landet nästan lika mellan revolterande delar av armén och styrkor lojala mot regeringen. Spanska inbördeskriget hade därmed inletts, vilket slutade med Francos intåg i Madrid den 28 mars 1939. Franco fick avgörande stöd från Tyskland och Italien, med Hitler respektive Mussolini vid makten. Regeringen fick stöd genom internationella brigader av frivilliga, främst från Sovjetunionen. Även Mexiko stöttade regeringen medan Frankrike endast erbjöd begränsat stöd. Efter inbördeskrigets slut våren 1939 erkändes Francoregeringen allmänt som Spaniens enda lagliga. Trots att Franco tagit makten med odemokratiska medel erkände demokratiska länder som USA, Storbritannien och Frankrike hans regim. Ett dekret den 9 augusti 1939 förlänade Franco diktatorisk makt.
Under andra världskriget bistod Franco Tyskland med en spansk division, División Española de Voluntarios, känd som den Blå divisionen, med omkring 18 000 soldater som deltog i Hitlertysklands angrepp på Sovjetunionen. Hitler och Franco diskuterade även ett övertagande av Gibraltar. Vid den tiden gav Franco order om upprättandet av en lista med omkring 6 000 judiska personer som var bosatta i Spanien. Listan överlämnades till Heinrich Himmler i samband med att Spanien och Tyskland förhandlade om Spaniens eventuella anslutande till axelmakterna. Det utökade militära samarbetet mellan Tyskland och Spanien kom emellertid aldrig till stånd. Vid det enda personliga mötet mellan Franco och Hitler krävde Franco att få kontrollen över stora delar av nordvästra Afrika, vilket Hitler inte kunde bifalla. Spanien undertecknade slutligen ett avtal med Tyskland som i praktiken var verkningslöst. Enligt avtalet åtog sig Spanien endast att man vid ett ospecificerat datum, som landets regering själv skulle fastställa vid en senare tidpunkt, skulle ansluta sig till Tysklands sida i kriget. Möjligheterna för Tyskland att få till stånd en militär allians med Spanien undergrävdes också internt. Mycket av Tysklands dialog med Spanien skedde genom den tyska amiralen Wilhelm Canaris, som i hemlighet drev en antinazistisk agenda och som sannolikt var en bidragande orsak till Francos ovilja att samarbeta med Tyskland. Canaris försåg bland annat spanjorerna med information om Tysklands militära status som i praktiken försvagade Hitlers och Tysklands möjligheter att utöva påtryckningar mot Franco. Sedan krigslyckan vänt för Tyskland drogs den spanska divisionen tillbaka från östfronten 1943. Bristande moral, svårigheter att hitta frivilliga samt påtryckningar från de allierade angavs internt som anledningar till tillbakadragandet. Francos regim lyckades undvika att bli indragen i nazismens och fascismens fall i Europa. Mot slutet av kriget bistod Spanien också ett större antal judiska flyktingar av spansk härkomst. Räddningsarbetet utfördes emellertid av spanska diplomater som agerade på eget initiativ.
Franco tillträdde 1939 posterna som Spaniens statschef och regeringschef. Monarkin återinfördes nominellt 1947, men samma år hölls en folkomröstning om en successionslag som gjorde Franco till statschef på livstid. Inför valet exponerades väljarna överallt för pro-Francopropaganda och under valet användes bland annat godkännandet av ransoneringskort som påtryckningsmedel för att väljarna skulle rösta på Franco. Därutöver gavs i hemlighet order om att vallokalscheferna skulle rapportera in förutbestämda valresultat. Genom valet säkrades Francos ställning som statschef fram till hans död 1975 då han efterträddes av Juan Carlos av Bourbon, som utsetts 1968. Redan 1973 överlämnade Franco regeringen åt amiral Luis Carrero Blanco, som emellertid mördades av ETA samma år, vilket blev kulmen på två blodiga år präglade av skärpta repressalier mot oppositionen. Repressalierna hade tidigare mildrats i samband med reformer under det senare 1950-talet, när det radikala fascistinspirerade Falangistpartiet utmanövrerades från det sista av sitt inflytande. Den ekonomiska politiken omdirigerades i riktning mot mer marknadsekonomi, vilket parat med amerikanskt bistånd ledde till en hastig industrialisering och höjning av levnadsstandarden. Vid slutet av 1960-talet hade Franco utvecklat en tilltagande ekonomi och infört reformer för landets ekonomiska tillväxt.

### Francos arvinge och återinförandet av demokratin
Franco var sedan 1923 gift med Carmen Polo y Martínez-Valdès. Maria del Carmen Franco y Polo, född 1926, var deras enda barn. Efter Francos död 1975 fick Maria del Carmen titeln Duquesa de Franco ("hertiginna av Franco") av kung Juan Carlos. Det sägs att Franco såg dåvarande prinsen Juan Carlos som den son han aldrig fick och han deltog aktivt i hans uppfostran till regent. Juan Carlos kröntes till Spaniens kung kort efter Francos död, och blev därmed Spaniens nya envåldshärskare. Han valde emellertid att ge upp sin absoluta makt till förmån för bildandet av en konstitutonell monarki. I ett tal till den amerikanska kongressen den andra juni 1976 lovade Juan Carlos att monarkin skulle säkerställa återinförandet av demokratiska principer, vilket innebar att det spanska folket fritt skulle få välja mellan tydliga politiska alternativ. Övriga led i den demokratiska reformen innebar att gamla odemokratiska institutioner monterades ned. Det blev återigen lagligt att bilda politiska partier, inklusive kommunistpartiet, inklusive att hålla valmöten. Det odemokratiskt tillsatta parlamentet upplöstes, yttrandefriheten återinfördes och fackföreningar gjordes lagliga.
Juan Carlos utlöste en folkomröstning om ett demokratiskt valsystem 1976, och 1977 hölls landets första parlamentsval sedan 1936. Efter valet utsågs Adolfo Suárez till premiärminister, och han regerade landet utan att hans parti hade egen majoritet fram till 1981, när han efterträddes av Leopoldo Calvo-Sotelo Bustelo. Den avgörande inledande fasen i den demokratiseringsprocess som Juan Carlos initierade avslutades genom att Felipe González valdes till premiärminister 1982, efter att González parti fått övervägande majoritet i parlamentsvalet samma år.

### Francos död, efterdyningar och minnesmärken

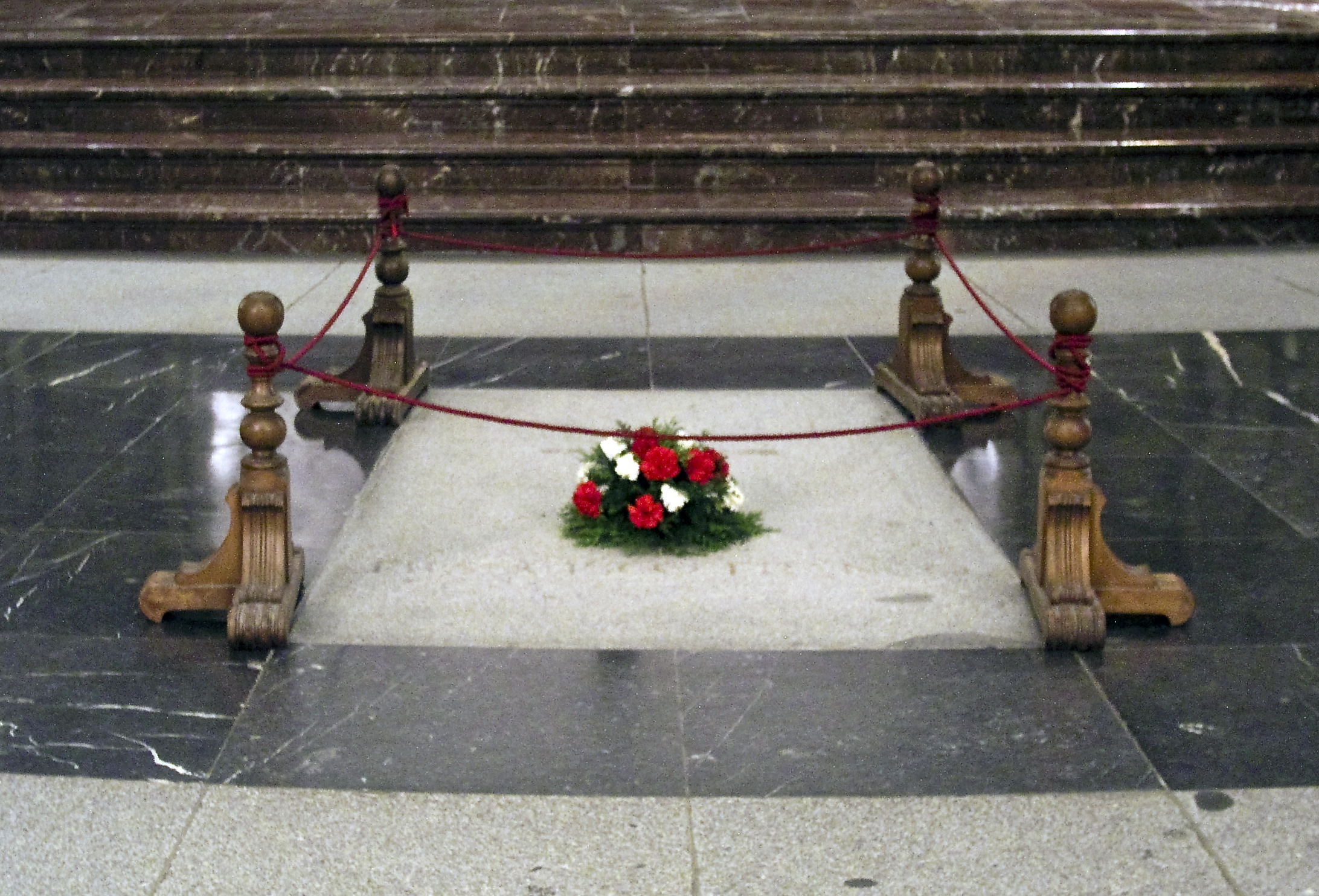
Francos tidigare grav i Valle de los Caídos.

- När beskedet om Francos död kom 20 november 1975, hölls hyllningsceremonier till Franco i hela landet med hundratusentals sörjande deltagare i över 30 dagar, men många blev även lättade av nyheten när diktaturen kunde lättas upp och andra länders styrande regeringar uttryckte stöd för att Spanien skulle bli en demokrati igen.[69]
- Trots påtryckningar från bland andra FN har Spanien aldrig vidtagit några statligt sanktionerade utredningar om bland annat de massmord som begicks under Francos regim.[70] 1977, två år efter Francos död, antogs en lag som hindrar åtal mot de brott som begicks under Francoregimen.[71][72]
- 2001 var första gången en homosexuell person vars sexualitet infördes i brottsregistret under Francos regim fick rätt att bli struken ur registret.[73]
- En spansk undersökning 2006 visade att en tredjedel av den spanska befolkningen fortfarande stöttade Francos maktövertagande.[74]
- När Guillermo del Toros fiktiva film Pans labyrint släpptes 2006 utmärkte den sig genom att skildra Francosupportrarnas våld och förtryck med en råhet som tidigare inte förekommit i spanska filmer som skildrat inbördeskriget och krigets omedelbara efterdyningar.[75] Pans labyrint är den spanskspråkiga film som dragit in överlägset mest biljettintäkter sett till den globala biomarknaden.[76][77][78] I Spanien blev filmen den fjortonde mest inkomstbringande filmen 2016 och den näst mest sedda spanskspråkiga filmen det året, efter Alatriste.[79]
- År 2007 beslutade det spanska parlamentet Cortes Generales, dominerat av socialistpartiet PSOE, att samtliga återstående statyer av Franco skall avlägsnas och att gator uppkallade efter honom skall byta namn. Vid slutet av 2008 återstod endast en staty, i den spanska enklaven Melilla i Nordafrika.[80]
- År 2007 förbjöds politiska massmöten till minne av den tidigare diktatorn, som var välbesökta och kontroversiella händelser. Organisatörerna uppmanades att vara mer neutrala i sin information om inbördeskriget.[81]
- Franco låg tidigare begravd i Valle de los Caídos.  I september 2018 beslöt parlamentet att Francos kvarlevor skulle flyttas och den 29 oktober året efter flyttades de till kyrkogården Mingorrubio, där hans hustru är begravd.[82]